# 광희중학교
광희중학교(光熙中學校)는 대한민국 서울특별시 성동구 응봉동에 있는 공립 중학교이다. 학교 앞에 응봉역과 한강이 있어 등하교시 편하다.

## 학교 연혁
- 1937년 5월 21일 : 경성공업전수학교(2년제)
- 1946년 5월 17일 : 성동공립공업학교(4년제)
- 1946년 9월 1일 : 성동공업중학교(6년제)
- 1950년 6월 25일 : 휴교
- 1951년 5월 16일 : 부산 피난학교 개설(초량동)
- 1951년 9월 1일 : 광희중학교(3년제)
- 1953년 9월 18일 : 부산 분교에서 서울 본교로 복귀
- 1957년 10월 30일 : 교실 21실 신축 완성
- 1968년 1월 1일 : 중·고 완전 분리 경영
- 1976년 7월 27일 : 성동구 응봉동 205번지 현 교사로 이전
- 2001년 9월 1일 : 현교사 개축 준공
- 2005년 3월 1일 : 다목적 생활관 신축
- 2006년 12월 12일 : 인조 잔디 운동장 조성 준공
- 2022년 9월 1일 : 제26대 유미경 교장 취임
- 2023년 2월 10일 : 제72회 졸업식 277명 졸업(졸업생 총인원 34,982명)
- 2023년 3월 2일 : 입학식(신입생 258명)
- 2027년 5월 21일 : 개교 90주년

## 참고 자료
- 광희중학교 - 한국교육학술정보원 학교알리미